# Trixagus extraneus
Trixagus extraneus is een keversoort uit de familie dwergkniptorren (Throscidae). De wetenschappelijke naam van de soort werd in 1942 gepubliceerd door Warren Samuel Fisher.